# Châu Vũ Đồng
Châu Vũ Đồng (Giản thể: 周雨彤, Phồn thể: 周雨彤, Bính âm: Zhōu Yǔ Tóng) là một nữ diễn viên người Trung Quốc. Cô được biết đến với vai Tuyết Cơ trong phim Khoảng Cách Năm Ánh Sáng Giữa Anh Và Em, Triệu Giản trong phim Đại Tống Thiếu Niên Chí và Lộc Phương Ninh trong phim Kết Hôn Rồi Bắt Đầu Yêu.

## Tiểu Sử
Châu Vũ Đồng tốt nghiệp hệ Biểu diễn trường Học viện Nghệ thuật Thị giác Thượng Hải và đi theo khuynh hướng diễn xuất thực lực để rèn luyện bản thân. Cô sống và làm việc chủ yếu ở thành phố Bắc Kinh, Trung Quốc. Châu Vũ Đồng được biết đến là cô gái có tính cách hòa đồng, trầm ổn, yêu thích yoga, bơi lội và âm nhạc. Bên cạnh đó, cô cũng thường đăng tải những bài thơ do mình tự sáng tác lên mạng xã hội. Châu Vũ Đồng được đánh giá là diễn viên có thực lực và phong cách thời trang ấn tượng.

## Sự Nghiệp
Năm 2013, Châu Vũ Đồng góp mặt trong bộ phim giả tưởng dành cho trẻ em "Ba Lạp Lạp Tiểu Ma Tiên" đóng vai cận vệ của nữ hoàng quỷ, lần đầu tiên ra mắt trên truyền hình và chính thức tiến vào giới giải trí.
Năm 2015, Châu Vũ Đồng nhận vai diễn điện ảnh đầu tiên trong bộ phim "Trở Lại Tuổi 20" của đạo diễn Trần Chính Đạo. Lần đầu hợp tác với diễn viên Lộc Hàm, cô đảm nhận vai diễn nữ sinh khóa trên với tính cách lạnh lùng kiểu mẫu. Qua bộ phim, nhiều khán giả đã bất ngờ trước sự thể hiện của Châu Vũ Đồng. Cô tiếp tục tham gia phim điện ảnh với vai A Sue trong bộ phim "Trước Lúc Bình Minh" cùng đàn anh Quách Phú Thành và Dương Tử San. Cùng năm, Châu Vũ Đồng tham gia bộ phim "Tuổi 17 Sẽ Đau" với vai học sinh ngoan A Cửu. Sau đó, cô nhận vai truyền hình đầu tiên và được công nhận với vai Ảnh Nguyệt - nữ thị vệ từ nhỏ bầu bạn và yêu đơn phương chủ nhân Công Minh trong bộ phim tình cảm "Tình Yêu Vượt Qua Ngàn Năm" trên đài truyền hình Hồ Nam TV.
Năm 2016, Châu Vũ Đồng góp mặt trong bộ phim BL nổi tiếng "Thượng Ẩn" với vai tình đầu Thạch Tuệ của Bạch Lạc Nhân.
Năm 2017, Châu Vũ Đồng đảm nhận vai chính truyền hình đầu tiên trong bộ phim "Hành Trình Tìm Kiếm Kiếp Trước" vào vai Diệp Ẩn, một cô gái có tính cách dễ thương. Cô xuyên qua nhiều thời không khác nhau, hóa giải kiếp trước cho người ủy thác, cũng tìm được tình yêu cho chính mình.  Sau đó, cô được công nhận là nữ diễn viên hàng đầu trong bộ phim truyền hình hành động giả tưởng "Hàn Võ Ký" với vai cô gái ngây thơ trong sáng Đường Ấn tình cờ đặt chân lên hòn đảo hư cấu mang tên Nam Chiêm Bộ và bị cuốn vào cuộc chiến của thế lực đen tối đang khống chế hòn đảo, đồng thời cũng bị cuốn vào mối tình lãng mạn nguy hiểm với thiếu niên bí ẩn mang mặt nạ. Tham gia nhiều bộ phim, đóng cả vai chính lẫn phụ nhưng nhiều người cho rằng độ nổi tiếng của Châu Vũ Đồng chưa tương xứng với tài năng và nhan sắc của cô. Cùng năm, Châu Vũ Đồng tiếp tục đóng chính trong bộ phim "Khoảng Cách Năm Ánh Sáng Giữa Anh Và Em 2". Bộ phim có motif đặc biệt về cô gái có năng lực thần kỳ sống ngàn năm, nội tâm và lý trí lãnh đạm. Trong phim, Tuyết Cơ cố chấp tìm kiếm người tình từ nhiều kiếp trước, xuất hiện trong giấc mơ và ký ức của cô. Bộ phim gây sốt, nữ chính Tuyết Cơ của cô để lại ấn tượng sâu đậm trong lòng khán giả. Trong năm này, Châu Vũ Đồng cũng thành lập công ty giải trí Nặc Tâm Truyền Thông (Châu Vũ Đồng Studio).
Năm 2018, Châu Vũ Đồng đóng vai chính trong bộ phim "Biển Cả Đưa Em Đến" diễn vai Đới Tịch - một cô gái bí ẩn giúp cha kinh doanh một tiệm sách, tính tình hoạt bát lanh lợi, tinh nghịch nhiều trò, đầy hiếu kỳ về mọi việc. Sau khi cha gặp nạn, cô trong quá trình điều tra đã rơi vào một chuỗi những điều bí ẩn. Tất cả câu trả lời đều không phải kết cục, sự biến đổi khác thường của thân thể mới là khởi đầu thực sự.
Năm 2019, Châu Vũ Đồng tham gia bộ phim cổ trang "Đại Tống Thiếu Niên Chí" diễn vai Triệu Giản xinh đẹp và thông minh, là điển hình cho người phụ nữ mạnh mẽ, muốn được sống tự do, làm chủ cuộc đời mình, không chịu bị gả đi vì không muốn cả đời thủ phận sống trong khuê các, núp sau bóng người chồng. Nhưng người tính không bằng trời tính, cuối cùng, nữ chính Triệu Giản cũng không ngờ mình lại yêu thích Trọng Tân, một kẻ theo cô là vô cùng...khốn nạn. Bộ phim đánh dấu vai chính phim truyền hình đầu tiên của cô (chiếu đài Hồ Nam TV). Châu Vũ Đồng gây ấn tượng khi lọt "Top 10 Nữ Diễn Viên Được Yêu Thích Nhất" và được đánh giá cao về gu thời trang cũng như nhan sắc trên thảm đỏ (Từng lọt Top "Nữ Hoàng Thảm Đỏ"). Trong cùng năm đó, cô đoạt giải Nghệ Sĩ Thời Trang Của Năm và Hình tượng Thời Trang Của Năm. 
Năm 2020, Châu Vũ Đồng đảm nhận vai nữ chính bộ phim tình cảm lãng mạn mang tên "Kết Hôn Rồi Bắt Đầu Yêu" hợp tác với Cung Tuấn, nhận được nhiều sự yêu thích của khán giả từ những ngày đầu tiên phát sóng. Khác với những đề tài trước là nam chủ tịch - nữ nhân viên, bộ phim tâm lý, tình cảm hiện đại xoay quanh một nữ chủ tịch tập đoàn nội thất Lộc Phương Ninh xinh đẹp nhưng tính tình hống hách, lạnh lùng. Cô bị gia đình ép lấy chồng nên đã phải đi tìm đối tượng phù hợp trong khi cô chưa sẵn sàng. Trong một lần vô tình, cô đã "nhắm trúng" anh chàng bác sĩ đẹp trai Lăng Duệ và cả hai nhanh chóng trở thành vợ chồng sau vài tuần làm quen, dẫn đến những tình huống dở khóc dở cười sau này.

## Những tranh cãi
Châu Vũ Đồng phải đối mặt với nạn bắt nạt trên mạng nghiêm trọng về việc học đại học của cô (sau đó, được giáo viên của cô làm rõ trên weibo) và về một số hành động và lời nói của cô trên một chương trình tạp kỹ du lịch có tên Divas hit the road S6 (sau đó, cô ấy đã đưa ra lời xin lỗi công khai) vì sự cố này, cô ấy đã mất đi rất nhiều người hâm mộ trên các nền tảng công cộng

## Danh Sách Phim

### Phim Điện Ảnh
| Năm Phát Sóng | Tựa Đề Phim                 | Tựa Đề Phim            | Vai Diễn            | Kênh Phát Sóng                         | Bạn Diễn                                           | Vai    |
| Năm Phát Sóng | Tiếng Việt                  | Tiếng Trung            | Vai Diễn            | Kênh Phát Sóng                         | Bạn Diễn                                           | Vai    |
| 2013          | Ba Lạp Lạp Tiểu Ma Tiên     | 巴啦啦小魔仙大电影     | Tiểu Ma Tiên (秋雨) | Douban Movies                          |                                                    | Nữ Phụ |
| 2015          | Trở Lại Tuổi 20             | 重返20岁               | Đàn Chị (学姐小美)  | Douban Movies, Internet Movie Database | Dương Tử San, Lộc Hàm, Quy Á Lôi, Trần Bá Lâm      | Nữ Phụ |
| 2016          | Trước Lúc Bình Minh         | 天亮之前               | A Sue (阿Sue)       |                                        | Quách Phú Thành, Dương Tử San                      | Nữ Phụ |
| 2022          | Tôi Thật Sự Rất Ghét Yêu Xa | 电影我是真的讨厌异地恋 | Kiều Kiều (乔乔)    |                                        | Nhậm Mẫn, Tân Vân Lai, Lý Hiếu Khiêm, Trần Hựu Duy | Nữ Phụ |

### Phim Truyền Hình
| Năm phát sóng | Tựa đề                                       | Tựa đề               | Vai diễn                                          | Kênh phát sóng                                         | Bạn diễn                                        | Vai trò  |
| Năm phát sóng | Tiếng Việt                                   | Tiếng Trung          | Vai diễn                                          | Kênh phát sóng                                         | Bạn diễn                                        | Vai trò  |
| 2015          | Tình Yêu Vượt Thời Gian                      | 相爱穿梭千年         | Ảnh Nguyệt (影月)                                 | Hồ Nam TV                                              | Trịnh Sảng, Tỉnh Bách Nhiên                     | Nữ Phụ   |
| 2015          | Tuổi 17 Sẽ Đau                               | 会痛的17岁 (A Cửu)   | 林九言                                            | Youku                                                  | Ôn Tâm, Châu Du                                 | Nữ Phụ   |
| 2016          | Thượng Ẩn                                    | 上瘾                 | Thạch Tuệ (石慧)                                  | IQIYI Tencent Video                                    | Hoàng Cảnh Du, Hứa Ngụy Châu                    | Nữ Phụ   |
| 2017          | Hành Trình Tìm Kiếm Kiếp Trước Phần 1        | 寻找前世之旅第 1     | Diệp Ẩn (叶隐) Dương Quý Phi (杨玉环) Y Sa (伊纱) | IQIYI                                                  | Mã Khả, Phó Tân Bác                             | Nữ Chính |
| 2017          | Hành Trình Tìm Kiếm Kiếp Trước Phần 2        | 寻找前世之旅第 2     | Diệp Ẩn (叶隐) Dương Quý Phi (杨玉环) Y Sa (伊纱) | IQIYI                                                  | Mã Khả, Phó Tân Bác                             | Nữ Chính |
| 2017          | Khoảng Cách Năm Ánh Sáng Giữa Anh Và Em      | 我与你的光年距离     | Tuyết Cơ (李雪姬)                                 | LeTV Video                                             | Tống Uy Long                                    | Nữ Chính |
| 2017          | Hàn Võ Ký                                    | 寒武纪               | Đường Ấn (唐印)                                   | Youku                                                  | Hầu Minh Hạo, Hạ Quân Tường                     | Nữ Chính |
| 2018          | Biển Cả Đưa Em Đến                           | 来自海洋的你         | Đới Tịch (戴汐)                                   | Tencent Video                                          | Lý Hoành Nghị                                   | Nữ Chính |
| 2019          | Đại Tống Thiếu Niên Chí                      | 大宋少年志           | Triệu Giản (赵简)                                 | Hồ Nam TV, Mango TV, IQIYI, Quảng Đông TV, Đông Nam TV | Trương Tân Thành                                | Nữ Chính |
| 2020          | Kết Hôn Rồi Bắt Đầu Yêu                      | 从结婚开始恋爱       | Lộc Phương Ninh (鹿方宁)                          | Mango TV                                               | Cung Tuấn                                       | Nữ Chính |
| 2021          | Pháp y Tần Minh: Chứng từ vô thanh           | 法医秦明之无声的证词 | Lâm Đương (林当)                                  | Mango TV                                               | Trương Vũ Kiếm                                  | Nữ Chính |
| 2021          | Nơi Xứ Người, Tôi Rất Ổn                     | 我在他乡挺好的       | Kiều Tịch Thần (乔夕辰)                           | Mango TV Hồ Nam TV                                     | Nhậm Tố Tịch, Kim Tĩnh, Tôn Thiên, Bạch Vũ Phàm | Nữ Chính |
| 2021          | Thế Giới Cool Ngầu (Thế Giới Tuyệt Vời Nhất) | 最酷的世界           | Đằng Tiểu Tiểu (滕小小)                           | Youku                                                  | Lý Hoành Nghị, Vương Đông                       | Nữ Chính |
| 2021          | Khi Tình Yêu Gặp Nhà Khoa Học                | 当爱情遇上科学家     | Bạch Lăng Lăng (白凌凌)                           | IQIYI                                                  | Lưu Dĩ Hào                                      | Nữ Chính |
| 2022          | Tương Phùng                                  | 重逢                 |                                                   | IQIYI                                                  | Trương Vũ Kiếm                                  | Nữ Chính |
| 2023          | Đại Tống Thiếu Niên Chí 2                    | 大宋少年志 2         | Triệu Giản (赵简)                                 | Hồ Nam TV, Mango TV, IQIYI, Quảng Đông TV, Đông Nam TV | Trương Tân Thành                                | Nữ Chính |
| 2023          | Tình yêu mà thôi                             | 爱情而已             | Lương Hữu An                                      | WeTV                                                   | Ngô Lỗi                                         | Nữ Chính |
| 2024          | Sắc xuân gửi người tình                      | 春色寄情人           | Trang Khiết                                       | WeTV                                                   | Lý Hiện                                         |          |

## Âm Nhạc

### Nhạc phim(OST)
| Năm phát sóng | Tựa Đề Ca Khúc       | Tựa Đề Ca Khúc | OST phim                 | Loại Nhạc   | Thể hiện với                      | Nội dung ca khúc                                        |
| Năm phát sóng | Tiếng Việt           | Tiếng Trung    | OST phim                 | Loại Nhạc   | Thể hiện với                      | Nội dung ca khúc                                        |
| 2018          | Biển Cả Đưa Em Đến   | 来自海洋的你   | Biển Cả Đưa Em Đến       | Nhạc Mở Đầu | Lý Hoành Nghị                     |                                                         |
| 2020          | Em Là Thói Quen      | 习惯你         | Kết Hôn Rồi Bắt Đầu Yêu  | Nhạc Đệm    | Cung Tuấn                         | Cuộc sống hạnh phúc của Lăng Duệ và Lộc Phương Ninh     |
| 2021          | Khi Cơn Gió Thổi Qua | 风吹过的时候   | Nơi Xứ Người, Tôi Rất Ổn | Nhạc Mở Đầu | Nhậm Tố Tịch, Kim Tĩnh, Tôn Thiên | Cuộc sống của những con người ở nơi đất khách quê người |

### Ca Khúc Thể Hiện Trong Các Chương Trình
| Năm Phát Sóng | Tựa Đề Ca Khúc                                                           | Tựa Đề Ca Khúc          | Chương Trình                                                      | Thể Hiện Với       | Nội Dung Ca Khúc |
| Năm Phát Sóng | Tiếng Việt                                                               | Tiếng Trung             | Chương Trình                                                      | Thể Hiện Với       | Nội Dung Ca Khúc |
| 2017          | Lời Thật Lòng Quá Mạo Hiểm (OST Khoảng Cách Năm Ánh Sáng Giữa Anh Và Em) | 真心话太冒险            | Khoái Lạc Đại Bản Doanh (Happy Camp)                              | Tống Uy Long       | |
| 2021          | Hãy Tin Rằng Tình Yêu Sẽ Chiến Thắng                                     | 坚信爱会赢              | Văn Học Và Nghệ Thuật Trung Quốc Lễ Hội Mùa Xuân                  | Những nghệ sĩ khác | Cổ vũ nhân dân về phòng chống dịch COVID-19                                                                                               |
| 2021          | Thiếu Niên                                                               | 少年                    | Sum Họp Nhé Mùa Xuân Thứ 100                                      | Những nghệ sĩ khác | Kỷ Niệm 100 Năm Thành Lập Ngày Thành Lập Đảng Cộng Sản Trung Quốc                                                                         |
| 2021          | Xuân Noãn Hoa Khai (Xuân Ấm Hoa Nở)                                      | 春暖花开                | Nhạc Hội "Bách Niên Phong Hoa Chính Thanh Xuân"                   | Solo               | Chúc Mừng cho tỉnh Anh Huy kỷ niệm 100 năm ngày thành lập Triển Lãm Công Trình Mạng Lưới Năng Lượng Tích Cực Của Đảng Cộng Sản Trung Quốc |
| 2021          | Thánh Ca Của Tuổi Trẻ                                                    | 百年风华正青春          | Nhạc Hội "Bách Niên Phong Hoa Chính Thanh Xuân"                   | Những nghệ sĩ khác | Chúc Mừng cho tỉnh Anh Huy kỷ niệm 100 năm ngày thành lập Triển Lãm Công Trình Mạng Lưới Năng Lượng Tích Cực Của Đảng Cộng Sản Trung Quốc |
| 2021          | Hát Dân Ca Miền Núi Tặng Đảng Nghe Phiên Bản Thanh Xuân                  | 唱支山歌给党听青春版 MV | Kỷ Niệm 100 Năm Thành Lập Ngày Thành Lập Đảng Cộng Sản Trung Quốc | Những nghệ sĩ khác | Hát bài hát dân ca miền núi cho chương trình                                                                                              |
| 2021          | Thế Giới Tôi Muốn Nói Với Bạn                                            |                         | Kim Kê Bách Khoa 2021                                             | Những nghệ sĩ khác | |
| 2022          | Khi Cơn Gió Thổi Qua (OST Nơi Xứ Người, Tôi Rất Ổn)                      | 风吹过的时候            | Đêm Hội Nghe Nhìn Trực Tuyến Thịch Điển 2022                      | Kim Tĩnh           | |

## Chương Trình Giải Trí
| Năm  | Ngày  | Chương Trình                                  | Chương Trình             | Tập                 | Khách Mời Khác                                                                   | Kênh Phát Sóng                             | Ghi chú                                                   |
| Năm  | Ngày  | Tiếng Việt                                    | Tiếng Trung              | Tập                 | Khách Mời Khác                                                                   | Kênh Phát Sóng                             | Ghi chú                                                   |
| 2017 | 15/04 | Khoái lạc đại bản doanh (Happy Camp)          | 快乐大本营               |                     | Tôn Di, Đặng Luân, Ngụy Đại Huân, Ngô Ánh Khiết                                  | Hồ Nam TV                                  | Tuyên truyền phim Khoảng Cách Năm Ánh Sáng Giữa Anh Và Em |
| 2018 | 23/03 | 24 giờ                                        | 二十四小时               | Mùa 3, Tập 9        | Trương Lam Tâm                                                                   | Chiết Giang TV                             |                                                           |
| 2018 | 25/11 | Xin Chào! Sinh Hoạt Gia                       | 你好！生活家             |                     |                                                                                  | Chiết Giang TV                             |                                                           |
| 2019 | 18/05 | Thanh Xuân Du Hoàn Kí                         | 青春环游记               | Mùa 1, Tập 3        |                                                                                  | Chiết Giang TV                             |                                                           |
| 2019 | 27/11 | Lipstick Prince                               | 口红王子                 | Mùa 2, Tập 5        | Lâm Doãn                                                                         | Tencent Video                              |                                                           |
| 2021 | 28/03 | Thiên Thiên Hướng Thượng (Ngày Ngày Tiến Lên) | 天天向上                 |                     | Từ Nghệ Dương, Tạ Khả Dần                                                        | Hồ Nam TV                                  |                                                           |
| 2021 | 18/07 | Thiên Thiên Hướng Thượng (Ngày Ngày Tiến Lên) | 天天向上                 | Kim Tịch, Tôn Thiên | Hồ Nam TV                                                                        | Tuyên truyền phim Nơi Xứ Người, Tôi Rất Ổn |                                                           |
| 2021 | 28/08 | Khoái Lạc Đại Bản Doanh (Happy Camp)          | 快乐大本营               |                     | Thành Nghị, Trương Hi Dư, Tống Dật, Trương Văn Ý, Cổ Lực Na Trát, Đinh Trình Hâm | Hồ Nam TV                                  |                                                           |
| 2021 | 30/12 | Tinh Thần Đại Hải                             |                          |                     |                                                                                  |                                            |                                                           |
| 2022 | 22/03 | Chúng Ta Mới Đến Nơi Làm Việc (Nhân Viên Mới) | 初入职场的我们法医季开播 | Mùa Pháp Y          | Trạch Tiêu Văn, Tề Tư Quân, Thành Nghị                                           | Mango TV                                   |                                                           |

## Giải thưởng và đề cử
| Năm  | Giải Thưởng                      | Hạng mục                             | Kết Quả   | Liên Kết |
| ---- | -------------------------------- | ------------------------------------ | --------- | -------- |
| 2017 | Lễ Trao Giải Cư Dân Mạng         | Nghệ Sĩ Mới                          | Đoạt giải | [ 2 ]    |
| 2019 | Thời Trang Sina                  | Nghệ Sĩ Thời Trang Của Năm           | Đoạt giải | [ 3 ]    |
| 2019 | Lựa Chọn Thời Trang iFeng        | Hình Tượng Thời Trang Của Năm        | Đoạt giải | [ 4 ]    |
| 2021 | Lễ Trao Giải Hoa Đỉnh Lần Thứ 32 | Diễn Viên Nữ Đương Đại Xuất Sắc Nhất | Đoạt giải |          |